# Татусяк, Сергей Филиппович
Сергей Филиппович Татусяк — украинский государственный и общественно-политический деятель, Народный депутат Украины 4-го созыва, с 11 ноября 2010 до 26 февраля 2014 году председатель Винницкого областного совета.

## Биография

### Происхождение
Родился 5 апреля 1955 году в селе Жабокричка Винницкой области, Украинской ССР. Этнический украинец. В раннем возрасте вместе с семьей переехал в село Баланивка Бершадского района Винницкой области. Рос в семье лесника. Сергей Татусяк получил образование в средней школе с. Баланивки. Мать — Соломия Евгеньевна живет вместе с дочерью — сестрой Сергея, отец Филипп Харитонович умер в октябре 2015 года.

### Образование
- В 1972 закончил сельскую среднюю школу с. Баланивки
- В 1978 году получил высшее образование в Винницком государственном педагогическом институте им. Н.Островского по специальности «Учитель физического воспитания».
- В 1998 году окончил Тернопольскую академию народного хозяйства по специальности «Экономист»;
- В 2005 году окончил Национальную академию государственного управления при Президенте Украины и получил степен «Магистр государственного управления».
- В 2012 году защитил кандидатскую диссертацию по теме: «Механизмы регионального управления: Становление и внедрение в условиях европейской интеграции» и получил звание Кандидата наук по Государственному управлению.

## Общественно-политическая деятельность
С 1978 по 1980 годы он работал тренером-преподавателем по волейболу ДЮСШ № 3 г. Винницы. В течение года работал старшим инженером областного строительного отряда, впоследствии с 1981 до 1985 — заведующим отделом оборонно-массовой работы Винницкого обкома ЛКСМУ.
с 1985 года и по настоящее время — председатель Винницкого областного совета физкультурно-спортивного общества «Колос». С 1994 г. по 1997 г. был президентом акционерного общества «Футбольный клуб „Нива“» г. Винницы, который под его управлением достиг наибольших успехов — представлял Украину в еврокубках.
С 1996 года Сергей начал политическую деятельность в Народно-демократической партии Украины (НДП).
С 1997 по 2005 годы Сергей Татусяк работал на государственной службе и в органах местного самоуправления (заместитель председателя Винницкого областного совета, заместитель председателя Винницкой областной государственной администрации).
В 2005—2006 гг. Сергей Татусяк — народный депутат Верховной Рады Украины 4-го созыва от блока «За единую Украину!», Член Комитета по вопросам государственного строительства и местного самоуправления.
С 1998 года начал более глубоко изучать вопрос реформы местного самоуправления на принципах децентрализации власти и передачи полномочий в регионы на примере Польши. Позже опыт польских соседей взят им за основу при разработке собственной Концепции реформирования местного самоуправления на Украине.
С 2000 года С.Татусяк является общественным деятелем.
В 2003 году создал Винницкое областное отделение общества «Украина-Польша». Со временем международная деятельность расширила свои границы и уже в 2007 году Сергей Татусяк возглавил Международную общественную организацию «Украина-Польша-Германия». Сегодня как следствие активной работы международного общества более 300 территориальных общин Винницкой области имеют международного партнера в Польше, Германии и других европейских странах. Почти 200 из них — это договора между общинами Винницкой области и Республики Польша. В рамках этого партнерства, а также в рамках различных проектов, в страны Европы выезжало более 200 делегаций (более 1000 участников), с целью изучения европейского опыта в различных сферах жизнедеятельности.
За активную общественную и государственную деятельность с марта 2008 года Сергей Татусяк получает членство в Бюро Европейской Ассоциации бывших членов парламентариев государств-членов Совета Европы и Европейского Союза.
11 ноября 2010 году на учредительной сессии Винницкого областного совета 6 созыва из числа 132 депутатов Сергей Татусяк абсолютным большинством голосов был избран председателем Винницкого областного совета.
На занятой должности продолжал уделять особое внимание развитию гражданского общества, реформе местного самоуправления, децентрализации власти и европейской интеграции. Группой экспертов под председательством Сергея Татусяка была разработана Концепция реформирования местного самоуправления на базе польской модели, получившей положительное одобрение отечественных и международных экспертов. Концепция была принята в январе 2011 года сессией Винницкого областного Совета. Эта концепция предлагалась правительству как основа для законодательной базы реформы.
2 февраля 2012 г. Винничина и Республика Молдова официально закрепили договоренность о создании Еврорегиона «Днестр». Председателем новой структуры трансграничного сотрудничества стал Сергей Татусяк. В октябре состоялась презентация Винницкой и Еврорегиона «Днестр» в столице Евросоюза — Брюсселе. Винницкая область первой среди всех областей Украины открыла своё представительство в европейской столице. За первый год своей деятельности «Еврорегион» был признан[кем?] наиболее эффективным на Украине.
Благодаря общественным организациям, которые создал Сергей Татусяк, на развитие Винницкой области за последние годы было привлечено более 1 млн долларов европейских грантовых средств.
В апреле 2012 года на учредительном собрании уполномоченных представителей органов местного самоуправления Винницкой области создана Винницкая областная Ассоциация органов местного самоуправления (ВОАОМС), которую возглавил Сергей Татусяк. Целью общественной организации является содействие эффективному осуществлению органами местного самоуправления Винницкой области своих полномочий, местному и региональному развитию, согласованию действий по защите прав и интересов территориальных общин. В январе 2016 года председателем Ассоциации был избран Анатолий Олийнык, председатель Винницкого областного Совета.
С 2012 до 2014 годы Сергей Татусяк был вице-президентом Всеукраинской ассоциации районных и областных советов по вопросам местного самоуправления и административно-территориального устройства, также был избран уполномоченным представителем в Кабинете министров Украины от Национального Конгресса органов местного самоуправления.
В 2012 году защитил кандидатскую диссертацию по теме: «Механизмы регионального управления: становление и внедрение в условиях европейской интеграции». Получил звание кандидата наук по государственному управлению.
26 февраля 2014 году, в связи с общественно-политическими событиями на Украине добровольно сложил полномочия председателя Винницкого областного Совета.
Сейчас активно занимается общественной деятельностью, особое внимание уделяет региональной организации власти: реформированию местного самоуправления и децентрализации государственной власти, налаживанию международного сотрудничества и вопросам евроинтеграционной деятельности, а также развитию гражданского общества.

## Семья
Жена: Татусяк Елена Ивановна
Дети: Татусяк Татьяна Сергеевна, Татусяк Анатолий Сергеевич
Внуки: Капитан Анастасия Александровна, Капитан Андрей Александрович, Капитан Анна Александровна

## Награды и премии
- Почетная грамота Президента Украины «За особые заслуги перед украинским народом» 2003 г.
- Почетная грамота Кабинета Министров Украины, 2010 г.;
- Орден «За заслуги» III степени. 24 августа 2012 г.